# Loxilobus truncatus
Loxilobus truncatus är en insektsart som beskrevs av Hancock, J.L. 1907. Loxilobus truncatus ingår i släktet Loxilobus och familjen torngräshoppor. Inga underarter finns listade i Catalogue of Life.